# Barocettore
Barocettore è un termine generale che indica i recettori neurosensoriali, posti nei vasi sanguigni e nel cuore di molti mammiferi; sono dei meccanocettori che rispondono a variazioni pressorie del sistema cardiovascolare e intervengono nel funzionamento del riflesso barocettivo.

## Fisiologia
I barocettori rispondono specificamente allo stiramento di parete del vaso e, nell'uomo, si dividono in:
- recettori di bassa pressione (o recettori di volume) si localizzano nelle vene, nei vasi polmonari e nelle pareti del cuore, agendo direttamente nel rilevare le variazioni di volume del sangue.

- recettori di alta pressione (o barocettori arteriosi seno-aortici) sono localizzati in due punti strategici: nell'arco aortico, poiché la pressione dell'aorta influenza il flusso di sangue in tutti gli organi del circuito sistemico, e nei seni carotidei, poiché la pressione delle carotidi influenza il flusso ematico al cervello, organo estremamente sensibile alle variazioni di flusso.

Quando la pressione trans-murale aumenta, i vasi sanguigni si espandono e le terminazioni sensoriali dei barocettori vengono stirate, inducendo una depolarizzazione dei terminali barocettivi; questi a loro volta generano dei potenziali d’azione, che vengono inviati al Sistema Nervoso Centrale mediante fibre afferenti. Ad un aumento della pressione equivale un aumento della frequenza di scarica e ad un abbassamento della pressione corrisponde una diminuzione della frequenza.
Lo stimolo barocettivo invia informazioni relative alla pressione vasale al Sistema Nervoso Centrale (SNC), il quale, a sua volta, esercita un controllo sulla funzione vascolare attraverso fibre del sistema nervoso autonomo e variazioni ormonali, i quali hanno come bersaglio il cuore e i vasi sanguigni.
È importante ricordare che la risposta dei barocettori arteriosi è modulata dalla simultanea interazione – a livello centrale – di impulsi afferenti provenienti da altre aree reflessogene che coinvolgono meccanocettori cardiaci, recettori cardiopolmonari e chemocettori, tutti coinvolti nella regolazione finale della Pressione Arteriosa Media in relazione a variazioni di postura, esercizio fisico e dinamica respiratoria.

## Compromissione dei barocettori
Sebbene la definizione di range di normalità non sia mai stata affrontata in modo sistematico nel soggetto giovane, la sensibilità barocettiva si riduce con l'avanzare dell'età ed è profondamente modificata da situazioni patologiche quali l'ipertensione, lo scompenso cardiaco  e l'infarto miocardico. Nonostante esistano diversi metodi automatici implicati nella regolazione della Pressione arteriosa media, molti soggetti soffrono di ipertensione arteriosa sistemica. La realtà è che i barocettori sono parte del problema: in condizioni di ipertensione cronica, essi si adattano al maggiore valore pressorio e i meccanismi riflessi di regolazione lavorano quindi nel mantenere costante la pressione assestatasi ai nuovi elevati valori.
Inoltre è stato dimostrato il ruolo dei riflessi barocettivi nel favorire la genesi di fenomeni aritmici, modulare la risposta emodinamica ad aritmie sostenute, e contribuire al peggioramento di numerosi disturbi del ritmo cardiaco.
Infine, va considerato che l'attività fisica aerobica, in progresso tempore, modifica il riflesso barocettore, andando a diminuire l'attività ortosimpatica, a favore di quella parasimpatica. La risultante sarà una bradicardia, la quale diminuisce il carico di lavoro della pompa cardiaca, aumentando quindi la qualità di vita della persona.